# Vincetoxicum magnificum
Vincetoxicum magnificum är en oleanderväxtart som först beskrevs av Takenoshin Nakai, och fick sitt nu gällande namn av Kitagawa. Vincetoxicum magnificum ingår i släktet tulkörter, och familjen oleanderväxter. Inga underarter finns listade i Catalogue of Life.